# Heros (Niederoderwitz)

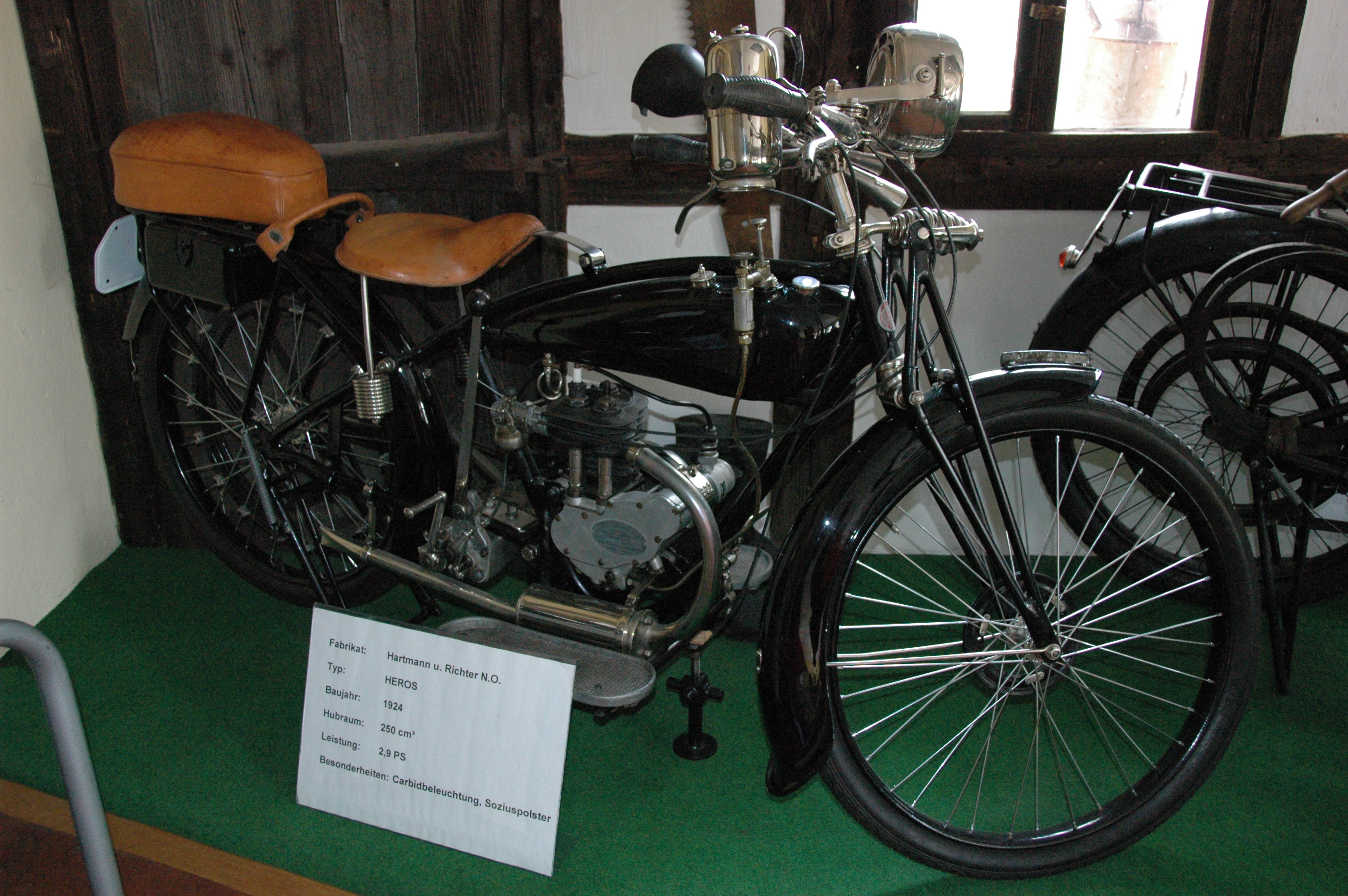
Heros 250 cc uit 1924

H&R, Heros en Ares zijn Duitse historische merken van motorfietsen en hulpmotoren van dezelfde fabrikant.
De bedrijfsnaam was: Motorenwerk Zittau, Hartmann & Richter, Niederoderwitz, later Heros Motorrad Motoren & Getriebebau, Oberoderwitz.
Dit was een Duits merk dat werd opgericht onder de naam H&R en dat vanaf 1922 hulpmotoren zowel als 155-, 185- en 247cc-motorfietsen met zijklepmotoren bouwde. Heros bouwde ook het merk Ares. In 1928 werd de productie beëindigd.